# Boschwitz (Lübbenau/Spreewald)
Boschwitz, niedersorbisch Bóšac, war zum Zeitpunkt seines Abbruchs im Jahr 1960 ein Ortsteil von Groß Beuchow. Es fiel dem Tagebau Schlabendorf-Nord zum Opfer. Die Anzahl der umgesiedelten Personen ist nicht bekannt.

## Lage
Boschwitz lag in der Niederlausitz, südwestlich von Lübbenau im ehemaligen Kreis Calau. Umliegende Ortschaften waren Klein Radden im Norden, Groß Beuchow im Osten, Kittlitz im Südwesten, Lichtenau und Tornow im Süden, Stoßdorf im Südwesten, Hindenberg im Westen und Groß Radden im Nordwesten. Boschwitz lag an der Landstraße zwischen Luckau und Lübbenau, die nach dem Abbruch durch den Braunkohlebergbau nach Norden verlegt wurde.

## Geschichte
Der Ortsname wird als patronymische Namensbildung aus dem sorbischen Namen „Boš“ abgeleitet. Boschwitz war ursprünglich ein Dorf mit 7 Bauern. Es gelangte 1538 in die Herrschaft von Lübbenau. Im Dreißigjährigen Krieg fiel das Dorf wüst. Die Herrschaft von Lübbenau errichtete um 1640 neben der ehemaligen Ortslage eine Schäferei und ein Vorwerk. Nach 1850 wurde Boschwitz der Gemeinde Groß Beuchow eingegliedert. Eingepfarrt war der Ort dagegen in Hindenberg.
Einwohnerentwicklung
Vor 1446 wurden im Dorf Boschwitz 7 Bauerngehöfte angegeben. Die nächsten Angaben zu Einwohnern des Vorwerks stammen aus dem 19. Jahrhundert:
- 1818: 20 Einwohner
- 1840: 25 Einwohner
- 1864: 10 Einwohner[4]